# Stevan Stojanović
Stevan Stojanović (cyr.: Cтeвaн Cтojaнoвић, ur. 29 października 1964 w Mitrowicy) – serbski piłkarz występujący na pozycji bramkarza.

## Kariera klubowa
Stojanović karierę rozpoczynał w sezonie 1982/1983 w Crvenej zvezdzie. Cztery razy zdobył z nią mistrzostwo Jugosławii (1984, 1988, 1990, 1991), dwa razy Puchar Jugosławii (1985, 1990), a także wygrał rozgrywki Pucharu Mistrzów (1991). W 1991 roku przeszedł do belgijskiego klubu Royal Antwerp FC. W sezonie 1991/1992 zdobył z nim Puchar Belgii, a w sezonie 1992/1993 dotarł do finału Pucharu Zdobywców Pucharów (przegrana z Parmą). Graczem Royalu Stojanović był przez cztery sezony. W swojej karierze grał jeszcze w niemieckim BV Cloppenburg, a także greckim Ethnikosie Asteras, gdzie w 2000 roku zakończył karierę.

## Kariera reprezentacyjna
W 1988 roku Stojanović wziął udział w Letnich Igrzyskach Olimpijskich, zakończonych przez Jugosławię na fazie grupowej. W reprezentacji Jugosławii nie rozegrał żadnego spotkania.